# Елхвајлер
Елхвајлер (њем. Elchweiler) општина је у њемачкој савезној држави Рајна-Палатинат. Једно је од 96 општинских средишта округа Биркенфелд. Према процјени из 2010. у општини је живјело 93 становника. Посједује регионалну шифру (AGS) 7134022.

## Географски и демографски подаци
Елхвајлер се налази у савезној држави Рајна-Палатинат у округу Биркенфелд. Општина се налази на надморској висини од 370 метара. Површина општине износи 2,2 km². У самом мјесту је, према процјени из 2010. године, живјело 93 становника. Просјечна густина становништва износи 43 становника/km².

## Међународна сарадња
| Мјесто | Држава    | Врста сарадње | Од    |
| ------ | --------- | ------------- | ----- |
| Боргер | Холандија | контакт       | 2000. |
| Извор  |           |               |       |